# 闫宗海
闫宗海，原艺名闫云达，前中国北京德云社“云”字科相声演员，1994年在天津拜郭德纲为师，是郭德纲最早收的徒弟。后郭德纲到北京发展，与之失去联系，2007年郭德纲走红后在张一元剧场重聚。主要搭档有翟国强、刘喆等。
2010年10月20日，德云社在“中国相声精品节目系列展演”中，为其开设相声专场，并于网络上直播。
2018年4月23日晚，闫宗海在微博发文，宣布退出德云社。